# Oberhofen im Inntal
Oberhofen im Inntal é um município da Áustria, situado no distrito de Innsbruck-Land, no estado do Tirol. Tem 18,58 km² de área e sua população em 2019 foi estimada em 1.868 habitantes.